# Saint-Brisson
Saint-Brisson è un comune francese di 283 abitanti situato nel dipartimento della Nièvre nella regione della Borgogna-Franca Contea.

## Società

### Evoluzione demografica
Abitanti censiti